# Операция «Эттлборо»
«Э́ттлборо» (англ. Attleboro) — военная операция, проведённая силами США осенью 1966 года в ходе Вьетнамской войны.
«Эттлборо» была одной из трёх значительных операций, проведённых Армией США в тактической зоне III корпуса Южного Вьетнама в сухом сезоне 1966—1967 годов.
Операция проводилась с сентября 1966 года в «военной зоне C» на границе с Камбоджей. Американские подразделения обнаружили в этом районе следы пребывания 9-й дивизии НФОЮВ, вернувшейся из Камбоджи после восполнения потерь, понесённых летом в ходе операции «Эль-Пасо II». В начале ноября силы США вступили в контакт с крупными силами противника в ходе сражения при Заутьенге (вьет. Dầu Tiếng), после чего контроль над операцией был передан сначала 1-й пехотной дивизии, а затем II полевому корпусу США.
Операция «Эттлборо» завершилась в конце ноября 1966 года. Опыт «Эттлборо» был использован при подготовке следующей операции в этом районе — «Джанкшн-сити».